# Feyenoord Ghana
El Feyenoord Ghana fue un equipo de fútbol de Ghana que militó en la Liga de fútbol de Ghana, el torneo de fútbol más importante del país. El club se fusionó con Red Bull Ghana en 2014, formando el WAFA SC.

## Historia
Fue fundado en el año 1998 en la ciudad de Goma Fetteh por el equipo neerlandés Feyenoord de Róterdam como una academia de fútbol en África Occidental a las afueras de la capital Acra.
El objetivo es brindar a los jugadores no solo facilidades para entrenar, sino también cuentan con educación formal que les es brindad a los prospectos en la academia. El primer jugador graduado de la academia es el actual exjugador del Feyenoord Mohammed Abubakari, quien se volvió un jugador profesional, así como Jordan Opuko.
La idea de crear un equipo filial en África Occidental se dio en un viaje a la ciudad de Abiyán, en Costa de Marfil por sugerencia del exjugador del club Bonaventure Kalou.
El club se fusionó con Red Bull Ghana en 2014, formando el WAFA SC.

## Equipos Afiliados
- ASEC Mimosas[7]
- Feyenoord de Róterdam